# Canon EOS 20Da

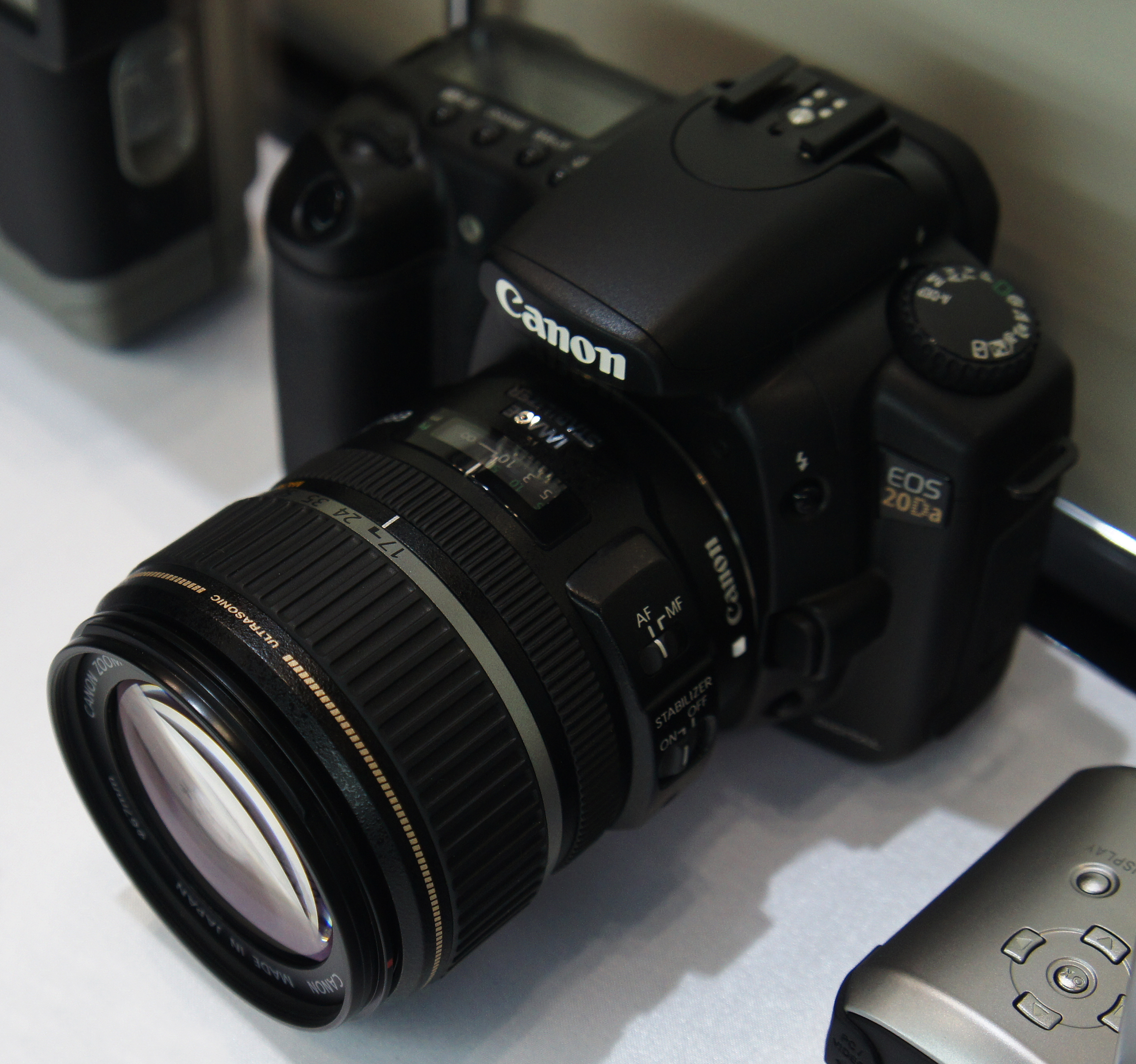
EOS 20Da

Canon EOS 20Da - specjalistyczna wersja modelu Canon EOS 20D, przystosowana do astrofotografii poprzez usunięcie filtra na podczerwień. Jej premiera miała miejsce 1 czerwca 2005 roku.